# なかやま牧場
株式会社なかやま牧場（なかやまぼくじょう）は、広島県福山市に本社を置く、畜産・食肉加工・販売を行う企業である。

## 概要

### なかやま方式
なかやま牧場が1969年（昭和44年）に開始した生産・卸売・小売全てを1業者が行う経営システムで、1971年（昭和46年）に農林大臣賞を受賞した。

### なかやま牛
なかやま牧場が肥育する肉牛及び乳牛の銘柄。直営牧場（後述）で肥育されたこれらの牛が加工を経てグループ経営の直営スーパーで販売される。2013年度の肥育頭数は9,400頭。
グループ農場で出荷前8か月以上指定飼料を給与肥育され、肉用として肥育された牛及び牛肉をなかやま牛という。なやかま牛の内、黒毛和種を神石牛（じんせきぎゅう）、交雑種（♂黒毛和種×♀ホルスタイン種）を高原黒牛（こうげんくろうし）、ホルスタイン種を加茂牛（かもぎゅう）という。

### ハート
自社直営のスーパーマーケット。

### 乳牛の雄仔牛の肥育
昭和40年代、焼肉用途の増加に向け軟質で脂身の少ない乳牛の雄仔牛に注目し肉用としての肥育を開始。日本で始めて飼育技術を確立。

## 沿革
1970年（昭和45年）11月に会社設立。旧社名は株式会社中山畜産（なかやまちくさん）。

### 年表
- 1960年 創業者中山伯男が和牛３頭の肥育開始
- 1965年 乳用雄子牛の肉用肥育に着手
- 1967年 加茂町柴目で肥育開始
- 1969年6月 肉牛直販店を神辺町徳田(現新徳田)に開設し生産から販売までの一貫体制を導入
- 1970年 個人経営から株式会社に組織変更 「株式会社中山畜産」設立
- 1972年 和牛の繁殖に着手。肥育牛100頭、繁殖牛10頭 (農家30戸に750頭を肥育委託)
- 1973年 神辺町徳田に「食肉流通センター」開設
- 1975年 神辺町徳田に食品スーパー「食品総合市場キョーエー」開店
- 1976年 「農事組合法人中山畜産農場」を設立
- 1978年 福山市引野町に「引野店」を開店
- 1984年 福山市加茂町に「加茂店」を開店
- 1988年 福山市御幸町に中山畜産本部移転
- 1989年 神辺町新徳田の食肉加工場跡地に、スーパー｢ハート新徳田店」開店
- 1990年 笠岡市カブト中央町に「有限会社カサオカ畜産」設立
- 1992年 「ハート加茂店」増床
- 1994年 福山市加茂町に社員寮(単身・家族)新築
- 1995年 「株式会社なかやま牧場」に社名変更
- 1997年 福山市新涯町に「ハート新涯店」を開店
- 2001年 JR神辺駅前に「ハート神辺駅前店」を開店
- 2001年 「ハート引野店」増床、「ハート新徳田店」増床
- 2002年 福山市駅家町に本社移転　食肉加工場を建設。本社も同時移転
- 2004年 福山市新市町に「ハート新市店」、福山市青葉台に「ハート東福山店」開店
- 2006年 岡山県真庭市に「株式会社落合牧場」設立
- 2007年 「農事組合法人中山畜産農場」を「株式会社中山畜産農場」に組織変更
- 2011年 福山市神辺町に社員寮(単身、家族)新築
- 2014年11月29日 井原市井原町に岡山県1号店「ハート井原店」を開店[2]
- 2015年5月24日 ハート東福山店（福山市青葉台一丁目、旧天満屋ハピータウン東福山店1階）を閉鎖[7]
- 2015年6月16日  福山市坪生町に「ハート坪生店」を開店（東福山店の代替店舗）[7]
- 2016年 組織再編により、「有限会社カサオカ畜産」、「株式会社落合牧場」を吸収合併、 「株式会社中山畜産農場」を吸収分割
- 2016年 「株式会社中山畜産農場」を「株式会社ファーム中山」に社名変更
- 2017年 福山市木之庄町に「ハート木之庄店」を開店
- 2018年 なかやま牧場食肉加工場　ＩＳＯ22000認証取得
- 2019年 倉敷市酒津町に「ハート酒津店」を開店
- 2019年 「ハート新徳田店」を同神辺町新徳田に移転
- 2020年 倉敷市神田に「ハート水島神田店」を開店
- 2023年 倉敷市上東に「なかやま牧場　バラ園前店」を開店

## 直営牧場
肉牛の肥育施設として広島県内に1つ、岡山県内に2つ、計3箇所の牧場を運営している。

### 広島県
- 加茂農場 （福山市加茂町北山）

### 岡山県
- 笠岡農場 （笠岡市カブト中央町）
- 落合農場 （真庭市日野上）

## 直営店舗

### 広島県
- ハート新徳田店 （福山市神辺町大字新徳田156）
- ハート引野店 （福山市引野町1丁目2-39）
- ハート加茂店 （福山市加茂町中野256-4）
- ハート新涯店 （福山市新涯町6丁目3-12）
- ハート新市店 （福山市新市町大字新市1261-5）
- ハート坪生店 （福山市坪生町4丁目3-9）[7]
- ハート木之庄店 （福山市木之庄町3丁目5-24）

### 岡山県
- ハート井原店 （井原市井原町42-1） [2]
- ハート酒津店 （倉敷市酒津2793-1）
- ハート水島神田店　(倉敷市神田１丁目６−５)

## 提供スポンサー
- 広島テレビ「テレビ派」（1993年（平成5年）4月5日 - ）
- テレビ新広島「TSSプライムニュース」（1975年10月1日 - ）